# Anícia Faltônia Proba
Anícia Faltônia Proba (em latim: Anicia Faltonia Proba) foi uma nobre romana do final do século IV e começo do V. Vinha de uma família com conexões distintas.

## Vida

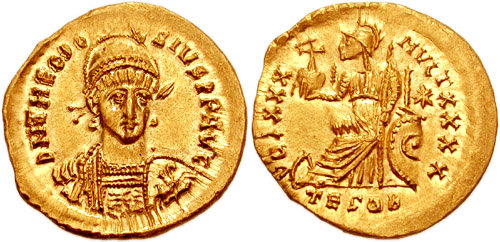
Soldo de r.

Era filha de Quinto Clódio Hermogeniano Olíbrio, cônsul em 379, e esposa de Sexto Cláudio Petrônio Probo, cônsul em 371. Eram pais de Anício Hermogeniano Olíbrio e Anício Probino, cônsules em 395, Anício Probo, cônsul em 406, e Anícia Proba. Era avó de Demétria e sogra de Anícia Juliana.
Seu marido falece cerca de 395 e ela permaneceu viúva. Ela recebeu as epístolas 130-131 e 150 (com Anícia Juliana) de Agostinho de Hipona e 169 de João Crisóstomo, bem como foi mencionada no Sobre o Bom da Viuvez de Agostinho. Estava em Roma quando foi saqueada pelos visigodos de Alarico I (r. 395–410), mas logo foge à África, onde foi tratada com severidade por Heracliano.
Segundo carta do papa Celestino I (r. 422–432) ao imperador Teodósio II (r. 408–450) datada de 15 de março de 432, herdou grandes propriedades na Ásia e usou suas receitas para apoiar o clero, os pobres e mosteiros. Proba faleceu antes de 432.